# Antoni Roig Sierra
Antoni Roig Sierra (Palma, 1946 - 30 de setembre de 2007), més conegut per Toni Roig, que era el que constava al seu document d'identitat, fou un escultor, cantant, guitarrista i compositor mallorquí de música tradicional fundador dels grups La Revetlla de Sant Antoni, Música Nostra i Al-Mayurqa. El 29 de febrer de 2008 el govern insular li lliurà de forma pòstuma el premi Ramon Llull en reconeixement de la seva trajectòria i a la difusió que feu de l'arxipèlag balear.